# فخري العقيدي
فخري العقيدي ممثل ومخرج مسرحي عراقي، ومدير قسم المسرح في وزارة الداخلية العراقية، درس المسرح في التشيك لمدة 6 سنوات، واستفاد من تجربة المسرح التشيكي في أعماله المسرحية، وقال في وصف المسرح التشيكي «المسرح التشيكي مسرح متطور وهذا التطور جاء نتيجة الثقافة التشيكية ففي مدينة براغ (براها) مساحتها اصغر من مساحة بغداد ويوجد فيها نحو (50) مسرحاً دراميا و (50) تصويرياً». وهو من عائلة فنية، إذ زوجته فردوس مدحت أول مخرجة عراقية، بدأت بالإخراج سنة 1974م.، وزوجته السابقة غزوة الخالدي، وابنته داليا العقيدي، وأخوه الأكبر شكري العقيدي وابنة أخيه سوسن شكري، وابن أخيه أحمد شكري.

## أعماله
- مسرحية المفتاح: مسرحية من التراث العراقي، أخرجها فخري العقيدي باللغة التشيكية، قال في في وصفها «لاقت نجاحاً هناك وانبهروا بها لانه عمل جميل كانت بين الحلم والواقع (المثالية والمادية) هي اطروحة التخرج العلمي علاقة الاخراج العراقي وعلاقته بالمسرح العالمي».[9]
- مسرحية أيوب: مسرحية عراقية من تأليف سعدون العبيدي، وإخراج فخري العقيدي.
- مسرحية عُطيل: يعتقد فخري العقيدي أنه أخرجها برؤية مختلفة، إذ كان المخرجون العراقيون الذي سبقوه إلى إخراجها قد اهتموا بفكرة الغيرة في مسرحية عطيل، أما العقيدي فقد رأى أن الحرية هي السمة الاساسية فيها، وقال «كانت فكرة جديدة غير مطروحة اطلاقاً، اعتقد كل المخرجين العراقيين عندنا اخرجوها، قالوا ان فكرة الغيرة هي المحور الاساسي في المسرحية أما أنا فبعد التحليل العلمي لهذه المسرحية فوجدت أن الحرية هي السمة الأساسية لهذه المسرحية».[9]
- مسرحية رحلة الصغير في سفرة المصير عام 1984م (إخراج).
- مسرحية بهلول وشيبوب عام 1994م (إخراج).
- مسرحية المزمار السحري، عام 1984م (إخراج).[12]